# 1544
1544 (MDXLIV) fue un año bisiesto comenzado en martes del calendario juliano.

## Acontecimientos
- En el transcurso de la guerra italiana de 1542 - 1546:
  - 11 de abril - Se libra la batalla de Cerisoles.
  - En mayo, las tropas de Carlos I invaden el norte de Francia.
  - La flota otomana de Barbarroja abandona Francia y regresa a Constantinopla, saqueando las costas italianas a su paso.
  - 2 de junio: Batalla de Serravalle.
  - De junio a agosto: las tropas imperiales sitian la ciudad francesa de Saint-Dizier.
  - De julio a septiembre: las tropas de Enrique VIII de Inglaterra sitian Boulogne-sur-Mer.
  - 18 de septiembre: Carlos I de España y Francisco I de Francia firman la paz de Crépy.  La guerra entre Francia e Inglaterra continúa.
  - Las fuerzas bajo el mando del delfín Enrique II de Francia atacan infructuosamente Boulogne-sur-Mer.
  - Fecha desconocida: El rey Enrique VIII de Inglaterra aprueba su última acta de sucesión en el que nombra a sus hijas ilegítimas María e Isabel sucesoras de él y su único hijo varón Eduardo en el trono inglés.

### América

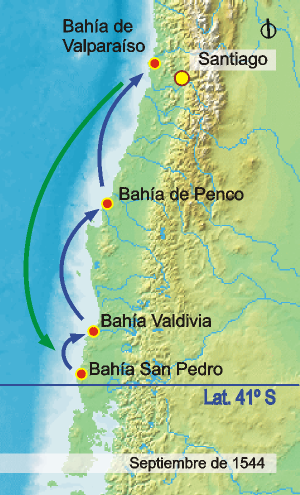
4-30 de septiembre: Expedición de Juan Bautista Pastene

- 10 de enero: llegada a Panamá del virrey del Perú Blasco Núñez de Vela, enviado por Carlos I de España para terminar con los abusos que cometían algunos conquistadores. Estaba en Lima el 17 de mayo.[1]
- 24 de marzo: Antonio de Mendoza y Pacheco promulga las Leyes Nuevas (1542) en México.[2]
- 25 de abril: Álvar Núñez Cabeza de Vaca, de vuelta en Asunción después de una expedición, fue destituido por los colonos de su gobierno del Río de la Plata y reemplazado por Domingo Martínez de Irala.[3]
- 3 de septiembre: Pedro de Valdivia funda Valparaíso.[4]
- 4-30 de septiembre: expedición de Juan Bautista Pastene para reconocer la costa suroeste de Chile.[5]
- 18 de septiembre: el virrey del Perú Blasco Núñez Vela es depuesto y encarcelado por los colonos rebeldes.[6] Nueva guerra civil en Perú entre el virrey y los colonos rebeldes dirigidos por Gonzalo Pizarro (fin en 1546).
- 28 de octubre: Gonzalo Pizarro entra en Lima y se hace nombrar gobernador.[1]

## Arte y literatura
- Miguel Ángel: Moisés (1513-1515)

## Ciencia y tecnología
- Georg Hartmann descubre la inclinación de la aguja magnética.
- Luca Ghini publica su primer herbario y funda el jardín botánico de Pisa.
- Se funda la universidad de Königsberg.
- Sebastian Münster: Cosmographia universalis.
- Pierandrea Mattioli: Commentarii in sex libros Pedacii Dioscoridis.
- William Turner: Avium praecipuarum, quarum apud Plinium et Aristotelem mentio est, brevis et succincta historia.

## Nacimientos
- 19 de enero: Francisco II, rey francés entre 1559 y 1560.
- 11 de marzo: Torquato Tasso, poeta italiano (f. 1595).
- 24 de mayo: William Gilbert, médico inglés, pionero en el estudio del magnetismo (f. 1603).
- Giovanni María Nanino, compositor italiano (f. 1607).